# شهرستان کلارک (آیووا)
شهرستان کلارک، آیووا (به انگلیسی: Clarke County, Iowa) شهرستانی در ایالات متحده آمریکا است که در آیووا واقع شده‌است.

## خصوصیات
شهرستان کلارک ۱٬۱۱۸٫۸۸ کیلومترمربع مساحت دارد.